# Nowosiółki (gmina Jaszuny)
Nowosiółki (lit. Naujasodis) − wieś na Litwie, w okręgu wileńskim, w rejonie solecznickim, w gminie Jaszuny, do 1945 w Polsce, w województwie wileńskim, w powiecie wileńsko-trockim, w gminie Soleczniki.